# Đảo rác Thái Bình Dương

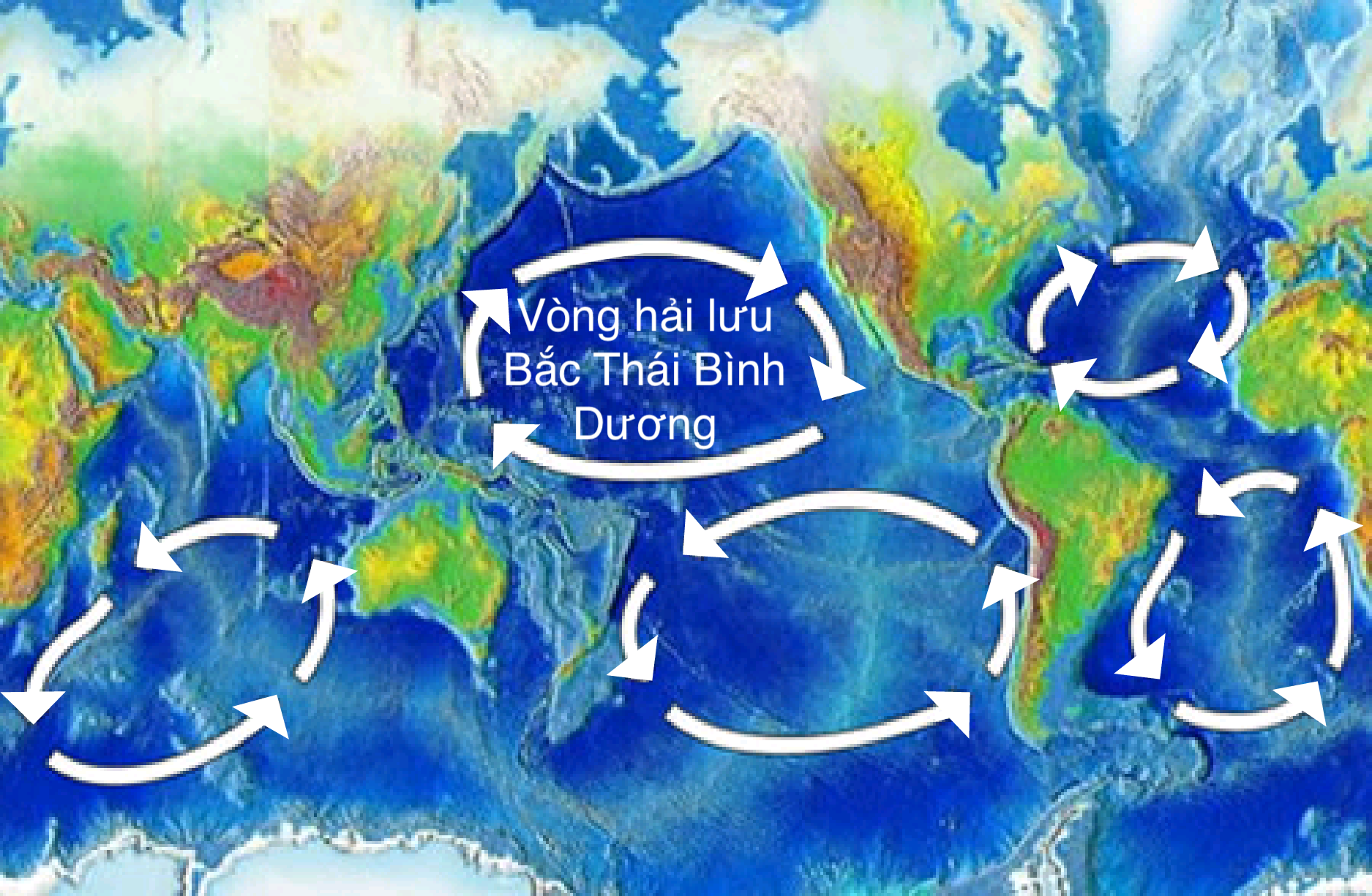
Khu vực có nhiều chất thải nhựa nằm trong vòng hải lưu Bắc Thái Bình Dương, một trong năm vòng hải lưu chính của đại dương.

Đảo rác Thái Bình Dương, hay còn gọi là đảo rác Thái Bình Dương Lớn hoặc đảo rác Bắc Thái Bình Dương (để phân biệt với một đảo rác khác nhỏ hơn ở phía nam là đảo rác Nam Thái Bình Dương), là một vòng xoáy rác thải ở trung tâm của vòng hải lưu Bắc Thái Bình Dương nằm trong khoảng 135°-155°Tây và 35°-42°Bắc. Đảo rác này trải dài trên một khu vực rất rộng tùy thuộc vào mức độ tập trung của các chất thải nhựa để xác định phạm vi của nó.
Đảo rác có đặc trưng bởi mật độ độ tương đối cao của chất dẻo pelagic, bùn hóa học và các mảnh vụn khác đã bị mắc kẹt bởi các dòng chảy ở Bắc Thái Bình Dương. Mật độ thấp của nó (4 hạt / mét khối) ngăn ngừa sự dò tìm bằng ảnh vệ tinh, hoặc thậm chí bởi những người đi thuyền không thường xuyên hoặc thợ lặn trong khu vực. Nó bao gồm chủ yếu là sự gia tăng nhỏ các hạt lơ lửng, thường rất nhỏ, ở các cột nước phía trên.

## Phát hiện

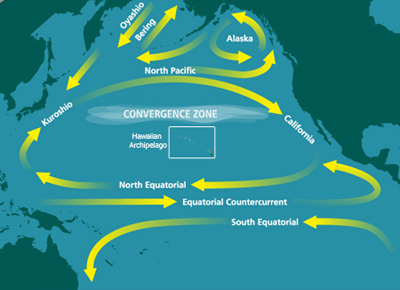
Đảo rác được hình thành ở khu vực Hội tụ Cận nhiệt đới trong vòng hải lưu Bắc Thái Bình Dương

Đảo rác lớn của Thái Bình Dương được mô tả trong một bài báo năm 1988 của Cục Quản lý Đại dương và Khí quyển Quốc gia (NOAA) của Hoa Kỳ. Mô tả được dựa trên kết quả thu được từ một số nhà nghiên cứu ở Alaska từ năm 1985 đến năm 1988 đo được nhựa neuston ở Bắc Thái Bình Dương [3]. Các nhà nghiên cứu nhận thấy nồng độ các mảnh vụn biển tích tụ ở các vùng chịu ảnh hưởng bởi dòng hải lưu. Các nhà nghiên cứu đưa ra giả thuyết rằng các điều kiện tương tự sẽ xảy ra ở các vùng khác của Thái Bình Dương nơi các dòng chảy phổ biến thuận lợi cho việc tạo ra các vùng đọng rác tương đối ổn định, đặc biệt là vòng hải lưu Bắc Thái Bình Dương.
Charles J. Moore, trở về nhà thông qua vòng hồi chuyển Bắc Thái Bình Dương sau khi tham gia cuộc đua thuyền buồm Transpac vào năm 1999, tuyên bố đã phát hiện ra một lượng lớn các mảnh vỡ trôi nổi. Moore đã thông báo cho hải tặc Curtis Ebbesmeyer, người sau đó đã gọi khu vực là "Đảo rác Bắc" (EGP). Khu vực này thường được giới thiệu trong báo cáo phương tiện truyền thông như một ví dụ điển hình về nạn ô nhiễm đại dương.
Đảo rác không dễ nhìn thấy, bởi vì nó bao gồm các miếng nhỏ gần như vô hình bằng mắt thường. Hầu hết các thành phần của nó bị lơ lửng dưới bề mặt đại dương, và mật độ tương đối thấp của các mảnh vỡ nhựa, theo một nghiên cứu khoa học, 5,1 kg trên mỗi km vuông diện tích đại dương (5,1 mg / m2). ]
Một mảnh vỡ nhựa tương tự được tìm thấy ở Đại Tây Dương, được gọi là đảo rác Bắc Đại Tây Dương.